# 寺田大輔
寺田 大輔（てらだ だいすけ、1968年8月10日 - ）は、日本の経営者。ニチイ学館）社長を務めた。千葉県出身。

## 経歴
1992年にサクラメント市立大学を卒業し、同年にニチイ学館に入社。1998年に取締役に就任し、2002年10月に常務、2006年4月に専務、2008年6月に副社長を経て、2009年4月には社長に就任。2011年4月に退任。。